# Abalus
Abalus, även kallad Baltia eller Basilia, är en mytisk ö som av greken Pytheas (citerad av Plinius) sägs ligga någonstans i norra Europa:
| ”                | I närheten av den germanska stammen guionernas land finns en lagun vid namn Metuonis, som har en utsträckning av 6 000 stadier (1 130 kilometer). En dags seglats härifrån ligger ön Abalus, på vars kuster vågorna om våren sköljer upp bärnsten, som utsöndras av det frusna havet. Invånarna använder det som bränsle, men säljer det också till de närboende teutonerna. | „ |
| – Plinius, 37:35 | |   |

Många försök att identifiera Abalus har gjorts, bland annat har Helgoland nämnts. Alla försök att bestämma öns läge måste emellertid betraktas som tomma gissningar.